# Saison 2016-2017 de la Juventus FC
Maillots
Chronologie
Saison précédente Saison suivante
La saison 2016-2017 de la Juventus FC voit le club engagé dans quatre compétitions : la Serie A, la Coupe d'Italie, la Ligue des champions et la Supercoupe d'Italie.
| Serie A   | Coupe d'Italie | Ligue des champions | Supercoupe d'Italie |
| --------- | -------------- | ------------------- | ------------------- |
|           |                |                     |                     |
| Vainqueur | Vainqueur      | Défaite             | Défaite             |
| 33e Titre | 12e Titre      | Finale              | contre AC Milan     |

La saison précédente, les bianconeri sont arrivés en huitièmes de finale de la ligue des champions, avant de se faire éliminer par le Bayern Munich
Le maillot domicile est dévoilé lors du dernier match de la saison précédente face à la Sampdoria.
Les deuxième et troisième maillots sont dévoilés au cours du mois de juillet.

## Résumé de la saison

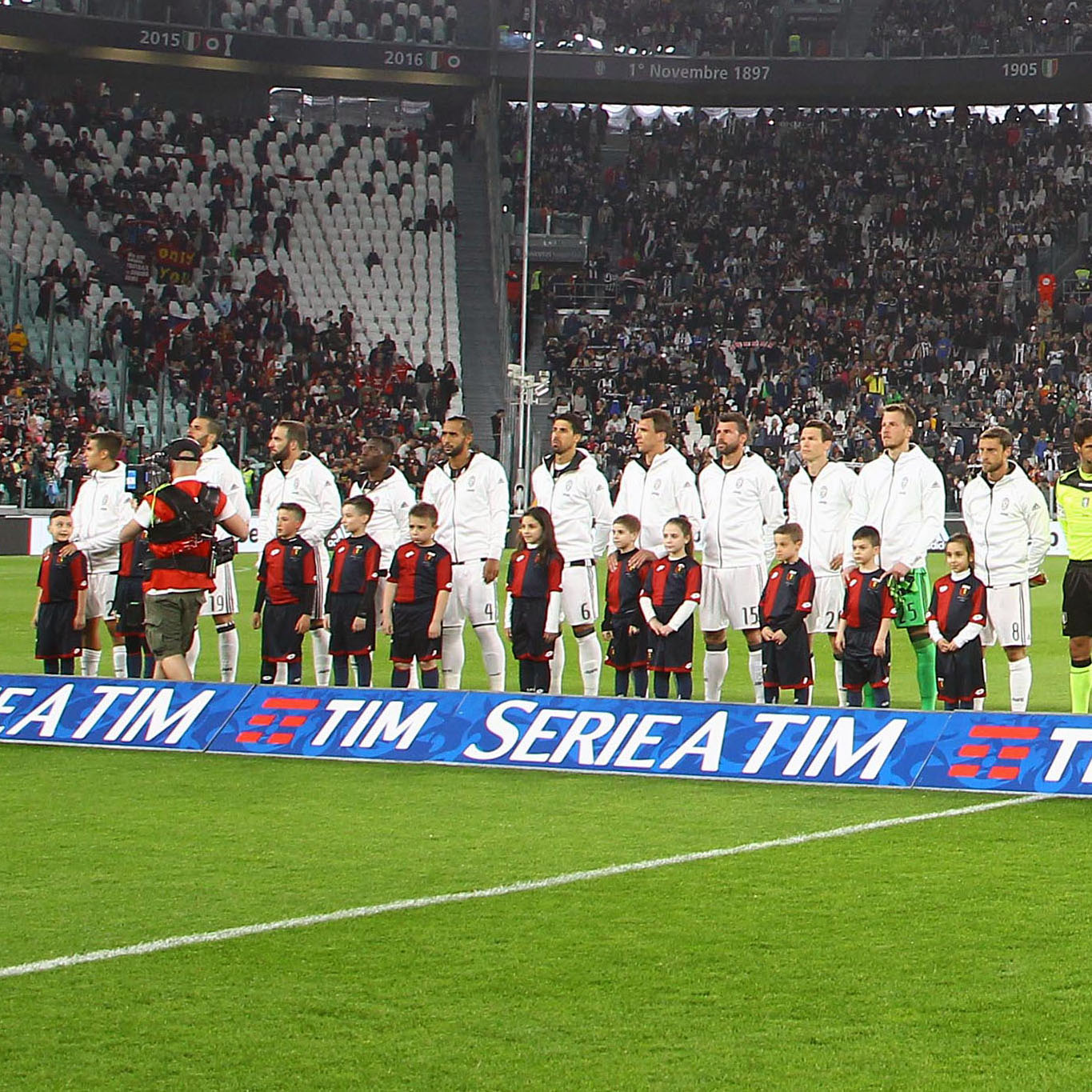
Les bianconeri au Juventus Stadium de Turin, 23 avril 2017.

Fin juillet, la Juventus est en compétition dans le cadre de l'International Champions Cup en Australie, et la remporte.
En août, la Juve annonce le départ de Paul Pogba au Manchester United, après 4 saisons passées au club Turinois pour 105 millions d'euros.
La Juventus commence son championnat d'Italie le 20 août faisant face à la Fiorentina.
Fin décembre, la Juventus fait face à l'AC Milan dans le cadre de la Supercoupe d'Italie, dans laquelle elle perd cette dernière aux tirs au but (3-4).
Le 16 janvier 2017 Andrea Agnelli annonce un changement d'identité avec la présentation d'un nouveau badge utilisé dès juillet 2017. Ce badge est formé du mot « Juventus » surmontant un double « J ». Selon Agnelli, cette nouvelle identité capture l'ADN de la Juventus en rappelant les lignes noire et blanche du maillot, le scudetto de la victoire ainsi que la lettre « J » emblématique du club.
En mai, la Juve remporte la Coupe d'Italie 2016-2017 face à la Lazio Rome (2-0 au stade olympique de Rome).

## Effectif de la saison
Ce tableau liste l'effectif professionnel de la Juventus FC actuel pour la saison 2016-2017.

### Staff technique
Massimiliano Allegri est maintenu à son poste.

## Tableau des transferts
| Nom                  | Nationalité        | Poste     | Transfert                                               | Provenance/Destination | Division          |
| -------------------- | ------------------ | --------- | ------------------------------------------------------- | ---------------------- | ----------------- |
| Arrivées principales |                    |           |                                                         |                        |                   |
| Gonzalo Higuaín      | Argentine          | Attaquant | Transfert (90 M€)                                       | SSC Naples             | Serie A           |
| Miralem Pjanić       | Bosnie-Herzégovine | Milieu    | Transfert (32 M€)                                       | AS Rome                | Serie A           |
| Marko Pjaca          | Croatie            | Attaquant | Transfert (22,5 M€)                                     | Dinamo Zagreb          | PRVA HNL          |
| Juan Cuadrado        | Colombie           | Milieu    | Nouveau prêt (5 M€)                                     | Chelsea FC             | Premier League    |
| Mehdi Benatia        | Maroc              | Défenseur | Prêt (2,5 M€) avec option d'achat (18 M€)               | Bayern Munich          | Bundesliga        |
| Daniel Alves         | Brésil             | Défenseur | Libre                                                   | FC Barcelone           | La Liga           |
| Paolo De Ceglie      | Italie             | Défenseur | Retour de prêt                                          | Olympique de Marseille | Ligue 1           |
| Mauricio Isla        | Chili              | Défenseur | Retour de prêt                                          | Olympique de Marseille | Ligue 1           |
| Luca Marrone         | Italie             | Milieu    | Retour de prêt                                          | Hellas Vérone          | Serie B           |
| Federico Mattiello   | Italie             | Milieu    | Retour de prêt                                          | Chievo Vérone          | Serie A           |
| Hördur Magnússon     | Islande            | Défenseur | Retour de prêt                                          | AC Cesena              | Serie B           |
| Rolando Mandragora   | Italie             | Milieu    | Retour de prêt                                          | Delfino Pescara        | Serie A           |
| Mame Baba Thiam      | Sénégal            | Attaquant | Retour de prêt                                          | SV Zulte Waregem       | D1 Belge          |
| Ouasim Bouy          | Pays-Bas           | Milieu    | Retour de prêt                                          | PEC Zwolle             | Eredivisie        |
| Lorenzo Rosseti      | Italie             | Attaquant | Retour de prêt                                          | AC Cesena              | Serie B           |
| Départs principaux   |                    |           |                                                         |                        |                   |
| Paul Pogba           | France             | Milieu    | Transfert (105 M€ + 5 M€ de bonus)                      | Manchester United      | Premier League    |
| Álvaro Morata        | Espagne            | Attaquant | Transfert (clause de retour à 30 M€)                    | Real Madrid            | La Liga           |
| Roberto Pereyra      | Argentine          | Milieu    | Transfert (13 M€ + 2 M€ de bonus)                       | Watford FC             | Premier League    |
| Simone Zaza          | Italie             | Attaquant | Prêt (5 M€) avec option d'achat (20 M€ + 3 M€ de bonus) | West Ham United        | Premier League    |
| Mauricio Isla        | Chili              | Défenseur | Transfert (4 M€)                                        | Cagliari Calcio        | Serie A           |
| Hördur Magnússon     | Islande            | Défenseur | Transfert (2,5 M€)                                      | Bristol City           | Championship (D2) |
| Simone Padoin        | Italie             | Milieu    | Transfert (0,6 M€)                                      | Cagliari Calcio        | Serie A           |
| Juan Cuadrado        | Colombie           | Milieu    | Fin de prêt                                             | Chelsea FC             | Premier League    |
| Mattia Vitale        | Italie             | Milieu    | Prêt                                                    | AC Cesena              | Serie B           |
| Luca Marrone         | Italie             | Milieu    | Prêt                                                    | SV Zulte Waregem       | D1 Belge          |
| Mame Baba Thiam      | Sénégal            | Attaquant | Prêt                                                    | PAOK Salonique         | Superleague       |
| Ouasim Bouy          | Pays-Bas           | Milieu    | Prêt                                                    | US Palerme             | Serie A           |
| Lorenzo Rosseti      | Italie             | Attaquant | Prêt                                                    | FC Lugano              | Super League      |
| Martín Cáceres       | Uruguay            | Défenseur | Fin de contrat                                          | -                      |                   |
| Rubinho              | Brésil             | Gardien   | Fin de contrat                                          | -                      |                   |
| Fausto Rossi         | Italie             | Milieu    | Fin de contrat                                          | -                      |                   |

 Tableau des transferts du mercato d'hiver 2017
| Nom                  | Nationalité | Poste     | Transfert                          | Provenance/Destination | Division             |
| -------------------- | ----------- | --------- | ---------------------------------- | ---------------------- | -------------------- |
| Arrivées principales |             |           |                                    |                        |                      |
| Tomás Rincón         | Venezuela   | Milieu    | Transfert (8 M€)                   | Genoa CFC              | Serie A              |
| Mattia Caldara       | Italie      | Défenseur | Transfert (15 M€)                  | Atalanta Bergame       | Serie A              |
| Riccardo Orsolini    | Italie      | Attaquant | Transfert (6 M€)                   | Ascoli Calcio          | Serie B              |
| Simone Zaza          | Italie      | Attaquant | Retour de prêt                     | West Ham United        | Premier League       |
| Mame Baba Thiam      | Sénégal     | Attaquant | Retour de prêt                     | PAOK Salonique         | Superleague          |
| Ouasim Bouy          | Pays-Bas    | Milieu    | Retour de prêt                     | US Palerme             | Serie A              |
| Départs principaux   |             |           |                                    |                        |                      |
| Hernanes             | Brésil      | Milieu    | Transfert (8 M€ + 2 M€ de bonus)   | Hebei China Fortune    | Chinese Super League |
| Patrice Évra         | France      | Défenseur | Transfert                          | Olympique de Marseille | Ligue 1              |
| Mattia Caldara       | Italie      | Défenseur | Prêt                               | Atalanta Bergame       | Serie A              |
| Simone Zaza          | Italie      | Attaquant | Prêt puis transféré définitivement | Valence CF             | La Liga              |
| Mame Baba Thiam      | Sénégal     | Attaquant | Prêt                               | Empoli FC              | Serie A              |
| Riccardo Orsolini    | Italie      | Attaquant | Prêt                               | Ascoli Calcio          | Serie B              |
| Ouasim Bouy          | Pays-Bas    | Milieu    | Prêt                               | PEC Zwolle             | Eredivisie           |

## International Champions Cup
| Rang | Équipe            | Pts | J | V | Vt | Dt | D | BP | BC | Diff. |
| ---- | ----------------- | --- | - | - | -- | -- | - | -- | -- | ----- |
| 1    | Juventus          | 4   | 2 | 1 | 0  | 1  | 0 | 3  | 2  | +1    |
| 2    | Atlético Madrid   | 3   | 1 | 1 | 0  | 0  | 0 | 1  | 0  | +1    |
| 3    | Melbourne Victory | 2   | 1 | 0 | 1  | 0  | 0 | 1  | 1  | 0     |
| 4    | Tottenham Hotspur | 0   | 2 | 0 | 0  | 0  | 2 | 1  | 3  | -2    |

La Juventus remporte la compétition australienne.
| 23 juillet 2016 | Melbourne Victory                            | 1 - 1             | Juventus FC                                  | Melbourne Cricket Ground, Melbourne, Australie                           |                                                                          |
| 11:00 HEC       | Ingham 83e                                   | (0 - 0)           | 58e Blanco                                   | Spectateurs : 23 174 Diffuseur : BeIN Sports Arbitrage : Hiroyuki Kimura | Spectateurs : 23 174 Diffuseur : BeIN Sports Arbitrage : Hiroyuki Kimura |
| 11:00 HEC       | Rapport                                      |                   |                                              | Spectateurs : 23 174 Diffuseur : BeIN Sports Arbitrage : Hiroyuki Kimura | Spectateurs : 23 174 Diffuseur : BeIN Sports Arbitrage : Hiroyuki Kimura |
| 11:00 HEC       | Valeri · Ingham · Baró · Galloway · Pasquali | Tirs au but 4 - 3 | Marrone · Vitale · Macek · Rosseti · Padovan | Spectateurs : 23 174 Diffuseur : BeIN Sports Arbitrage : Hiroyuki Kimura | Spectateurs : 23 174 Diffuseur : BeIN Sports Arbitrage : Hiroyuki Kimura |

| 26 juillet 2016 | Juventus FC             | 2 - 1   | Tottenham Hotspur | Melbourne Cricket Ground, Melbourne, Australie                        |                                                                       |
| 12:00 HEC       | Dybala 7e · Benatia 15e | (2 - 0) | 67e Lamela        | Spectateurs : 42 107 Diffuseur : BeIN Sports Arbitrage : Ben Williams | Spectateurs : 42 107 Diffuseur : BeIN Sports Arbitrage : Ben Williams |
| 12:00 HEC       | Rapport                 |         |                   | Spectateurs : 42 107 Diffuseur : BeIN Sports Arbitrage : Ben Williams | Spectateurs : 42 107 Diffuseur : BeIN Sports Arbitrage : Ben Williams |

## Serie A
| Date              | No. | Adversaire       | Lieu | Résultat | Buteurs pour la Juventus                                      | Affluence |
| MATCHS ALLER      |     |                  |      |          |                                                               |           |
| 20 août 2016      | 1   | AC Fiorentina    | Dom. | 2 - 1    | Khedira 37e, Higuaín 75e                                      | 40 184    |
| 27 août 2016      | 2   | Lazio Rome       | Ext. | 0 - 1    | Khedira 66e                                                   | 35 000    |
| 10 septembre 2016 | 3   | US Sassuolo      | Dom. | 3 - 1    | Higuaín 4e 10e, Pjanić 27e                                    | 39 040    |
| 18 septembre 2016 | 4   | Inter Milan      | Ext. | 2 - 1    | Lichtsteiner 67e                                              | 76 484    |
| 21 septembre 2016 | 5   | Cagliari Calcio  | Dom. | 4 - 0    | Rugani 14e, Higuaín 33e, Dani Alves 39e, Ceppitelli 83e (csc) | 38 949    |
| 24 septembre 2016 | 6   | US Palerme       | Ext. | 0 - 1    | Goldaniga 49e (csc)                                           | 27 039    |
| 2 octobre 2016    | 7   | Empoli FC        | Ext. | 0 - 3    | Dybala 65e, Higuaín 67e 70e                                   | 15 424    |
| 15 octobre 2016   | 8   | Udinese Calcio   | Dom. | 2 - 1    | Dybala 43e, 51e                                               | 39 199    |
| 22 octobre 2016   | 9   | AC Milan         | Ext. | 1 - 0    |                                                               | 75 829    |
| 26 octobre 2016   | 10  | UC Sampdoria     | Dom. | 4 - 1    | Mandžukić 4e, Chiellini 9e 87e, Pjanić 65e                    | 38 417    |
| 29 octobre 2016   | 11  | SSC Naples       | Dom. | 2 - 1    | Bonucci 50e, Higuaín 70e                                      | 41 409    |
| 6 novembre 2016   | 12  | Chievo Vérone    | Ext. | 1 - 2    | Mandžukić 53e, Pjanić 75e                                     | 26 000    |
| 19 novembre 2016  | 13  | Delfino Pescara  | Dom. | 3 - 0    | Khedira 36e, Mandžukić 63e, Hernanes 69e                      | 39 124    |
| 27 novembre 2016  | 14  | Genoa CFC        | Ext. | 3 - 1    | Pjanić 82e                                                    | 27 153    |
| 3 décembre 2016   | 15  | Atalanta Bergame | Dom. | 3 - 1    | Alex Sandro 15e, Rugani 19e, Mandžukić 64e                    | 39 110    |
| 11 décembre 2016  | 16  | Torino FC        | Ext. | 1 - 3    | Higuaín 28e 82e, Pjanić 90+2e                                 | 26 426    |
| 17 décembre 2016  | 17  | AS Rome          | Dom. | 1 - 0    | Higuaín 14e                                                   | 42 110    |
| 8 janvier 2017    | 18  | Bologne FC       | Dom. | 3 - 0    | Higuaín 7e 54e, Dybala 41e (pen.)                             | 38 144    |
| 8 février 2017    | 23  | FC Crotone       | Ext. | 0 - 2    | Mandžukić 60e, Higuaín 74e                                    | 15 354    |
| MATCHS RETOUR     |     |                  |      |          |                                                               |           |
| 15 janvier 2017   | 19  | AC Fiorentina    | Ext. | 2 - 1    | Higuaín 58e                                                   | 34 085    |
| 22 janvier 2017   | 20  | Lazio Rome       | Dom. | 2 - 0    | Dybala 6e, Higuaín 16e                                        | 38 968    |
| 29 janvier 2017   | 21  | US Sassuolo      | Ext. | 0 - 2    | Higuaín 9e, Khedira 25e                                       | 21 584    |
| 5 février 2017    | 22  | Inter Milan      | Dom. | 1 - 0    | Cuadrado 45e                                                  | 41 318    |
| 12 février 2017   | 24  | Cagliari Calcio  | Ext. | 0 - 2    | Higuaín 37e 47e                                               | 15 874    |
| 17 février 2017   | 25  | US Palerme       | Dom. | 4 - 1    | Marchisio 13e, Dybala 40e 89e, Higuaín 63e                    | 39 247    |
| 25 février 2017   | 26  | Empoli FC        | Ext. | 2 - 0    | Skorupski 52e (csc), Alex Sandro 65e                          | 39 276    |
| 5 mars 2017       | 27  | Udinese Calcio   | Ext. | 1 - 1    | Bonucci 60e                                                   | 25 828    |
| 12 mars 2017      | 28  | AC Milan         | Dom. | 2 - 1    | Benatia 30e, Dybala 90+7e (pen.)                              | 40 573    |
| 19 mars 2017      | 29  | UC Sampdoria     | Dom. | 0 - 1    | Cuadrado 7e                                                   | 9 338     |
| 2 avril 2017      | 30  | SSC Naples       | Ext. | 1 - 1    | Khedira 7e                                                    | 53 085    |
| 9 avril 2017      | 31  | Chievo Vérone    | Dom. | 2 - 0    | Higuaín 23e 84e                                               | 39 196    |
| 15 avril 2017     | 32  | Delfino Pescara  | Ext. | 0 - 2    | Higuaín 22e 43e                                               | 19 938    |
| 23 avril 2017     | 33  | Genoa CFC        | Dom. | 4 - 0    | Muñoz 17e (csc), Dybala 18e, Mandžukić 41e, Bonucci 64e       | 39 220    |
| 30 avril 2017     | 34  | Atalanta Bergame | Ext. | 2 - 2    | Spinazzola 50e (csc), Dani Alves 83e                          | 19 600    |
| 7 mai 2017        | 35  | Torino FC        | Dom. | 1 - 1    | Higuaín 90+2e                                                 | 39 239    |
| 14 mai 2017       | 36  | AS Rome          | Ext. | 3 - 1    | Lemina 21e                                                    | 53 023    |
| 21 mai 2017       | 37  | FC Crotone       | Dom. | -        |                                                               |           |
| 28 mai 2017       | 38  | Bologne FC       | Ext. | -        |                                                               |           |

### Bilan

#### Buts
- Premier but de la saison :  Sami Khedira
- Premier penalty :  Gonzalo Higuaín
- Premier doublé :  Gonzalo Higuaín
- But le plus rapide d'une rencontre :   4e  Gonzalo Higuaín,   4e  Mario Mandžukić
- But le plus tardif d'une rencontre :   90+7e (pen.)  Paulo Dybala
- Plus grande marge : 4 buts (4-0 Cagliari, 4-0 Genoa)
- Plus grand nombre de buts marqués : 4 buts
- Plus grand nombre de buts marqués en une mi-temps : 3 buts (4-0 Cagliari, 4-0 Genoa)

### Classement
| Rang | Équipe                 | Pts | J  | G  | N  | P  | Bp | Bc | Diff |
| ---- | ---------------------- | --- | -- | -- | -- | -- | -- | -- | ---- |
| 1    | Juventus FC T C        | 85  | 36 | 27 | 4  | 5  | 72 | 26 | +46  |
| 2    | AS Roma                | 81  | 36 | 26 | 3  | 7  | 82 | 31 | +51  |
| 3    | SSC Naples             | 80  | 36 | 24 | 8  | 4  | 86 | 36 | +50  |
| 4    | Lazio Rome             | 70  | 36 | 21 | 7  | 7  | 69 | 42 | +27  |
| 5    | Atalanta Bergame       | 66  | 36 | 19 | 7  | 8  | 60 | 41 | +19  |
| 6    | AC Milan S             | 60  | 36 | 17 | 9  | 9  | 53 | 43 | +10  |
| 7    | AC Fiorentina          | 59  | 36 | 16 | 11 | 9  | 60 | 51 | +9   |
| 8    | Inter Milan            | 56  | 36 | 17 | 5  | 14 | 63 | 45 | +18  |
| 9    | Torino FC              | 50  | 36 | 12 | 14 | 10 | 65 | 61 | +4   |
| 10   | Sampdoria de Gênes     | 49  | 36 | 12 | 11 | 13 | 46 | 50 | -4   |
| 11   | Udinese Calcio         | 44  | 36 | 12 | 8  | 16 | 45 | 50 | -5   |
| 12   | Cagliari Calcio P      | 44  | 36 | 13 | 5  | 17 | 50 | 66 | -16  |
| 13   | Bologne FC             | 44  | 36 | 11 | 8  | 17 | 39 | 53 | -14  |
| 14   | US Sassuolo            | 43  | 36 | 12 | 7  | 17 | 49 | 56 | -7   |
| 15   | Chievo Vérone          | 43  | 36 | 12 | 7  | 17 | 40 | 55 | -15  |
| 16   | Genoa CFC              | 33  | 36 | 8  | 8  | 19 | 37 | 61 | -24  |
| 17   | Empoli FC              | 32  | 36 | 8  | 8  | 20 | 28 | 58 | -30  |
| 18   | FC Crotone P           | 31  | 36 | 8  | 7  | 21 | 31 | 54 | -23  |
| 19   | US Palerme             | 23  | 36 | 5  | 8  | 23 | 31 | 74 | -43  |
| 20   | Delfino Pescara 1936 P | 14  | 36 | 2  | 8  | 26 | 31 | 79 | -48  |

Qualifications européennes
Ligue des champions 2017-2018
- 1er et 2e : phase de groupes
- 3e : tour de barrages pour non-champions

Ligue Europa 2017-2018
- 4e et 5e : phase de groupes

Relégation
- 18e 19e et 20e : relégation en Serie B 2017-2018

Abréviations
- T : Tenant du titre
- C : Tenant de la Coupe d'Italie
- S : Tenant de la Supercoupe
- P : Promus de Serie B 2015-2016

## Ligue des champions
Le tirage au sort de la phase de groupes a lieu le 25 août 2016. La Juventus se voit opposée au Séville FC, à l'Olympique lyonnais et au Dinamo Zagreb.
Il finiront premier de leur groupe avec 4 victoire, 2 nul et aucune défaite.

### Phase de groupes
| Rang | Équipe             | Pts | J | G | N | P | Bp | Bc | Diff |  | Résultats (▼ dom., ► ext.) |     |     |     |     |
| ---- | ------------------ | --- | - | - | - | - | -- | -- | ---- |  | -------------------------- | --- | --- | --- | --- |
| 1    | Juventus FC        | 14  | 6 | 4 | 2 | 0 | 11 | 2  | +9   |  | Juventus FC                |     | 0-0 | 1-1 | 2-0 |
| 2    | Séville FC         | 11  | 6 | 3 | 2 | 1 | 7  | 3  | +4   |  | Séville FC                 | 1-3 |     | 1-0 | 4-0 |
| 3    | Olympique lyonnais | 8   | 6 | 2 | 2 | 2 | 5  | 3  | +2   |  | Olympique lyonnais         | 0-1 | 0-0 |     | 3-0 |
| 4    | Dinamo Zagreb      | 0   | 6 | 0 | 0 | 6 | 0  | 15 | -15  |  | Dinamo Zagreb              | 0-4 | 0-1 | 0-1 |     |

| 1re journée                               | Juventus FC | 0 - 0   | Séville FC | Juventus Stadium, Turin                        |                                                |
| Mercredi 14 septembre 2016 20 h 45 (CEST) |             | (0 - 0) |            | Spectateurs : 33 261 Arbitrage : Deniz Aytekin | Spectateurs : 33 261 Arbitrage : Deniz Aytekin |
| Mercredi 14 septembre 2016 20 h 45 (CEST) | Rapport     |         |            | Spectateurs : 33 261 Arbitrage : Deniz Aytekin | Spectateurs : 33 261 Arbitrage : Deniz Aytekin |

| 2e journée                             | Dinamo Zagreb | 0 - 4   | Juventus FC                                            | Stade Maksimir, Zagreb                       |                                              |
| Mardi 27 septembre 2016 20 h 45 (CEST) |               | (0 - 2) | 24e Pjanić · 31e Higuaín · 57e Dybala · 85e Dani Alves | Spectateurs : 23 875 Arbitrage : Jorge Sousa | Spectateurs : 23 875 Arbitrage : Jorge Sousa |
| Mardi 27 septembre 2016 20 h 45 (CEST) | Rapport       |         |                                                        | Spectateurs : 23 875 Arbitrage : Jorge Sousa | Spectateurs : 23 875 Arbitrage : Jorge Sousa |

| 3e journée                           | Olympique lyonnais | 0 - 1   | Juventus FC  | Parc Olympique Lyonnais, Lyon                     |                                                   |
| Mardi 18 octobre 2016 20 h 45 (CEST) |                    | (0 - 0) | 76e Cuadrado | Spectateurs : 53 907 Arbitrage : Szymon Marciniak | Spectateurs : 53 907 Arbitrage : Szymon Marciniak |
| Mardi 18 octobre 2016 20 h 45 (CEST) | Rapport            |         |              | Spectateurs : 53 907 Arbitrage : Szymon Marciniak | Spectateurs : 53 907 Arbitrage : Szymon Marciniak |

| 4e journée                              | Juventus FC        | 1 - 1   | Olympique lyonnais | Juventus Stadium, Turin                        |                                                |
| Mercredi 2 novembre 2016 20 h 45 (CEST) | Higuaín 13e (pen.) | (1 - 0) | 85e Tolisso        | Spectateurs : 40 356 Arbitrage : Björn Kuipers | Spectateurs : 40 356 Arbitrage : Björn Kuipers |
| Mercredi 2 novembre 2016 20 h 45 (CEST) | Rapport            |         |                    | Spectateurs : 40 356 Arbitrage : Björn Kuipers | Spectateurs : 40 356 Arbitrage : Björn Kuipers |

| 5e journée                            | Séville FC | 1 - 3   | Juventus FC                                            | Stade Ramón-Sánchez-Pizjuán, Séville              |                                                   |
| Mardi 22 novembre 2016 20 h 45 (CEST) | 9e Pareja  | (1 - 1) | 40+2e (pen.) Marchisio · 84e Bonucci · 90+4e Mandžukić | Spectateurs : 38 942 Arbitrage : Mark Clattenburg | Spectateurs : 38 942 Arbitrage : Mark Clattenburg |
| Mardi 22 novembre 2016 20 h 45 (CEST) | Rapport    |         |                                                        | Spectateurs : 38 942 Arbitrage : Mark Clattenburg | Spectateurs : 38 942 Arbitrage : Mark Clattenburg |

| 6e journée                              | Juventus FC              | 2 - 0   | Dinamo Zagreb | Juventus Stadium, Turin                         |                                                 |
| Mercredi 7 décembre 2016 20 h 45 (CEST) | Higuaín 52e · Rugani 73e | (0 - 0) |               | Spectateurs : 39 380 Arbitrage : Anthony Taylor | Spectateurs : 39 380 Arbitrage : Anthony Taylor |
| Mercredi 7 décembre 2016 20 h 45 (CEST) | Rapport                  |         |               | Spectateurs : 39 380 Arbitrage : Anthony Taylor | Spectateurs : 39 380 Arbitrage : Anthony Taylor |

### Phase à élimination directe

#### Huitièmes de finale
Le tirage au sort des huitièmes de finale a lieu le 12 décembre 2016. La Juventus devra faire face au FC Porto. Mais les Bianconeri battront ce dernier.
| Aller                     | FC Porto | 0 - 2   | Juventus FC                      | Estádio do Dragão, Porto                     |                                              |
| 22 février 2017 20h45 CET |          | (0 - 0) | Marko Pjaca 72e · Dani Alves 74e | Spectateurs : 49 229 Arbitrage : Felix Brych | Spectateurs : 49 229 Arbitrage : Felix Brych |
| 22 février 2017 20h45 CET | Rapport  |         |                                  | Spectateurs : 49 229 Arbitrage : Felix Brych | Spectateurs : 49 229 Arbitrage : Felix Brych |

| Retour                 | Juventus FC       | 1 - 0   | FC Porto | Juventus Stadium, Turin                         |                                                 |
| 14 mars 2017 20h45 CET | Dybala 42e (pen.) | (1 - 0) |          | Spectateurs : 41 161 Arbitrage : Ovidiu Hațegan | Spectateurs : 41 161 Arbitrage : Ovidiu Hațegan |
| 14 mars 2017 20h45 CET | Rapport           |         |          | Spectateurs : 41 161 Arbitrage : Ovidiu Hațegan | Spectateurs : 41 161 Arbitrage : Ovidiu Hațegan |

#### Quarts de finale
Le tirage au sort des quarts de finale a eu lieu le 17 mars 2017. La Juventus retrouvera son adversaire de la finale de l'édition 2014-2015, le FC Barcelone. Les Turinois finiront par prendre une revanche face au Blaugrana et passeront au dernier carré de cette Ligue des Champions 2016-2017.
| 11 avril 2017 | Juventus FC                   | 3 - 0   | FC Barcelone | Juventus Stadium, Turin                           |                                                   |
| 20h45 CEST    | Dybala 7e 22e · Chiellini 55e | (2 - 0) |              | Spectateurs : 41 092 Arbitrage : Szymon Marciniak | Spectateurs : 41 092 Arbitrage : Szymon Marciniak |
| 20h45 CEST    | Rapport                       |         |              | Spectateurs : 41 092 Arbitrage : Szymon Marciniak | Spectateurs : 41 092 Arbitrage : Szymon Marciniak |

| 19 avril 2017 | FC Barcelone | 0 - 0   | Juventus FC | Camp Nou, Barcelone                            |                                                |
| 20h45 CEST    |              | (0 - 0) |             | Spectateurs : 96 290 Arbitrage : Björn Kuipers | Spectateurs : 96 290 Arbitrage : Björn Kuipers |
| 20h45 CEST    | Rapport      |         |             | Spectateurs : 96 290 Arbitrage : Björn Kuipers | Spectateurs : 96 290 Arbitrage : Björn Kuipers |

#### Demi-finale
Le tirage au sort des demi-finales a eu lieu le 21 avril 2017. Ils joueront face à l'AS Monaco. Ils battront ce dernier et accèderont à la finale.
| 3 mai 2017 | AS Monaco | 0 - 2   | Juventus FC     | Stade Louis-II, Monaco          |                                 |
| 20h45 CEST |           | (0 - 1) | 29e 59e Higuaín | Arbitrage : Antonio Mateu Lahoz | Arbitrage : Antonio Mateu Lahoz |
| 20h45 CEST | Rapport   |         |                 | Arbitrage : Antonio Mateu Lahoz | Arbitrage : Antonio Mateu Lahoz |

| 9 mai 2017 | Juventus FC                    | 2 - 1   | AS Monaco  | Juventus Stadium, Turin                        |                                                |
| 20h45 CEST | Mandžukić 33e · Dani Alves 44e | (2 - 0) | 69e Mbappé | Spectateurs : 40 244 Arbitrage : Björn Kuipers | Spectateurs : 40 244 Arbitrage : Björn Kuipers |
| 20h45 CEST | Rapport                        |         |            | Spectateurs : 40 244 Arbitrage : Björn Kuipers | Spectateurs : 40 244 Arbitrage : Björn Kuipers |

#### Finale
La finale opposera la Juventus face au Real Madrid.
| 3 juin 2017 | Juventus FC                                | 1 - 4   | Real Madrid                                    | Principality Stadium, Cardiff |  |
| 20h45 CEST  | Manžukić 27e                               | (1 - 1) | Ronaldo 20e 61e · Casemiro 63e · Asensio 90+1e |                               |  |
| 20h45 CEST  | Carton jaune · Carton jaune · Carton rouge |         |                                                |                               |  |

## Coefficient UEFA
Classement 2017 des clubs par leur coefficient UEFA
| Rang 2017 | Rang 2016 | Évolution | Club              | 2012-2013 | 2013-2014 | 2014-2015 | 2015-2016 | 2016-2017 | Coefficient |
| --------- | --------- | --------- | ----------------- | --------- | --------- | --------- | --------- | --------- | ----------- |
| 1         | 1         | =         | Real Madrid CF    | 29,542    | 39,600    | 33,042    | 37,785    | 22,800    | 162,771     |
| 2         | 2         | =         | Bayern Munich     | 36,585    | 29,942    | 31,171    | 32,285    | 21,428    | 151,413     |
| 3         | 3         | =         | FC Barcelone      | 27,542    | 28,600    | 38,042    | 30,785    | 21,800    | 146,771     |
| 4         | 4         | =         | Atlético Madrid   | 13,542    | 37,600    | 26,042    | 32,785    | 21,800    | 131,771     |
| 5         | 9         | +4        | Juventus FC       | 25,883    | 25,833    | 32,800    | 20,300    | 21,316    | 126,133     |
| 6         | 7         | +1        | Paris SG          | 27,350    | 26,700    | 23,183    | 26,216    | 22,283    | 125,733     |
| 7         | 8         | +1        | Borussia Dortmund | 33,585    | 24,942    | 21,171    | 20,285    | 21,428    | 121,413     |
| 8         | 6         | -2        | Benfica Lisbonne  | 28,350    | 30,983    | 9,816     | 24,100    | 18,616    | 111,866     |

## Coupe d'Italie

### Phase à élimination directe

#### Huitièmes de finale
| Huitième de finale    | Juventus FC                                    | 3 - 2   | Atalanta Bergame           | Juventus Stadium, Turin      |                              |
| 11 janvier 2017 20h45 | Dybala 22e · Mandžukić 34e · Pjanić 75e (pen.) | (2 - 0) | Konko 72e · Latte Lath 81e | Arbitrage : Piero Giacomelli | Arbitrage : Piero Giacomelli |

#### Quarts de finale
| Quart de finale       | Juventus FC             | 2 - 1   | AC Milan  | Juventus Stadium, Turin         |                                 |
| 25 janvier 2017 20h45 | Dybala 10e · Pjanić 21e | (2 - 0) | 53e Bacca | Arbitrage : Massimiliano Irrati | Arbitrage : Massimiliano Irrati |

#### Demi finale
| Aller                 | Juventus FC                                              | 3 - 1   | SSC Naples        | Juventus Stadium, Turin  |                          |
| 28 février 2017 20h45 | Paulo Dybala 47e (pen.) 69e (pen.) · Gonzalo Higuaín 64e | (0 - 1) | José Callejón 36e | Arbitrage : Paolo Valeri | Arbitrage : Paolo Valeri |

| Retour             | SSC Naples                             | 3 - 2   | Juventus FC     | Stadio San Paolo, Naples |                        |
| 5 avril 2017 20h45 | Hamšík 53e · Mertens 61e · Insigne 67e | (0 - 1) | 32e 58e Higuaín | Arbitrage : Luca Banti   | Arbitrage : Luca Banti |

##### Finale
| Finale            | Juventus FC                  | 2 - 0   | Lazio Rome | Stadio Olimpico, Rome         |                               |
| 2 juin 2017 20h45 | Dani Alves 12e · Bonucci 24e | (2 - 0) |            | Arbitrage : Paolo Tagliavento | Arbitrage : Paolo Tagliavento |

La Juventus remporte la Coupe d'Italie 2016-2017 face à la Lazio Rome.

## Supercoupe d'Italie
| Finale                 | Juventus FC                                        | 1 - 1 ap              | AC Milan                                        | Stade Jassim Bin Hamad, Doha                    |                                                 |
| 23 décembre 2016 17h30 | Chiellini 18e                                      | (1 - 1, 1 - 1, 1 - 1) | Bonaventura 38e                                 | Spectateurs : 11 356 Arbitrage : Antonio Damato | Spectateurs : 11 356 Arbitrage : Antonio Damato |
| 23 décembre 2016 17h30 | Rapport                                            |                       |                                                 | Spectateurs : 11 356 Arbitrage : Antonio Damato | Spectateurs : 11 356 Arbitrage : Antonio Damato |
| 23 décembre 2016 17h30 | Marchisio · Mandžukić · Higuaín · Khedira · Dybala | Tirs au but 3 - 4     | Lapadula · Bonaventura · Kucka · Suso · Pašalić | Spectateurs : 11 356 Arbitrage : Antonio Damato | Spectateurs : 11 356 Arbitrage : Antonio Damato |

La Juventus perd la Supercoupe d'Italie 2016 face au Milan AC, sur tirs au but.

## Tenues
Équipementier : Adidas
Sponsor : Jeep

## Statistiques

### Meilleurs buteurs
Mis à jour le 4 mai 2017
| Rang | Joueur               | Serie A | Coupe d'Italie | Supercoupe d'Italie | Ligue des champions | Total |
| ---- | -------------------- | ------- | -------------- | ------------------- | ------------------- | ----- |
| 1    | Gonzalo Higuaín      | 24      | 3              | 0                   | 5                   | 32    |
| 2    | Paulo Dybala         | 9       | 4              | 0                   | 4                   | 17    |
| 3    | Mario Mandžukić      | 6       | 1              | 0                   | 2                   | 9     |
| 4    | Miralem Pjanić       | 5       | 2              | 0                   | 1                   | 8     |
| 5    | Dani Alves           | 2       | 1              | 0                   | 3                   | 6     |
| 6    | Sami Khedira         | 5       | 0              | 0                   | 0                   | 5     |
| 6    | Leonardo Bonucci     | 3       | 1              | 0                   | 1                   | 5     |
| 7    | Giorgio Chellini     | 2       | 0              | 1                   | 1                   | 4     |
| 8    | Daniele Rugani       | 2       | 0              | 0                   | 1                   | 3     |
| 8    | Juan Cuadrado        | 2       | 0              | 0                   | 1                   | 3     |
| 9    | Alex Sandro          | 2       | 0              | 0                   | 0                   | 2     |
| 9    | Claudio Marchisio    | 1       | 0              | 0                   | 1                   | 2     |
| 10   | Stephan Lichtsteiner | 1       | 0              | 0                   | 0                   | 1     |
| 10   | Hernanes             | 1       | 0              | 0                   | 0                   | 1     |
| 10   | Mehdi Benatia        | 1       | 0              | 0                   | 0                   | 1     |
| 10   | Marko Pjaca          | 0       | 0              | 0                   | 1                   | 1     |
| 10   | Mario Lemina         | 1       | 0              | 0                   | 0                   | 1     |

### Récompenses et distinctions
Chaque mois, les supporters de la Juventus vote pour le meilleur joueur de l'équipe.
| Mois      | Vainqueur        |
| --------- | ---------------- |
| Septembre | Gonzalo Higuaín  |
| Octobre   | Gianluigi Buffon |
| Novembre  | Mario Mandžukić  |
| Décembre  | Gonzalo Higuaín  |
| Janvier   | Mario Mandžukić  |
| Février   | Paulo Dybala     |
| Mars      | Juan Cuadrado    |
| Avril     | Paulo Dybala     |
| Mai       |                  |